# Rachele Barbieri
Rachele Barbieri (ur. 21 lutego 1997 w Pavullo nel Frignano) – włoska kolarka torowa i szosowa, złota medalistka torowych mistrzostw świata.

## Kariera
Pierwsze sukcesy w karierze osiągnęła w 2015 roku, kiedy zdobyła trzy medale. Najpierw zwyciężyła w drużynowym wyścigu na dochodzenie i wyścigu punktowym na torowych mistrzostwach świata juniorów w Atenach. Następnie zdobyła srebrny medal w wyścigu ze startu wspólnego na szosowych mistrzostwach Europy juniorów w Tartu. W kategorii elite pierwszy medal zdobyła w 2018 roku, wygrywając rywalizację w scratchu podczas mistrzostw świata w Hongkongu. W zawodach tych wyprzedziła na podium Elinor Barker z Wielkiej Brytanii i Belgijkę Jolien D’Hoore.